# Las Galeras
Las Galeras är en ort i Mexiko.   Den ligger i kommunen Jáltipan och delstaten Veracruz, i den sydöstra delen av landet, 500 km öster om huvudstaden Mexico City. Las Galeras ligger 13 meter över havet och antalet invånare är 303.
Terrängen runt Las Galeras är mycket platt. Runt Las Galeras är det ganska glesbefolkat, med 29 invånare per kvadratkilometer. Närmaste större samhälle är Oteapan, 19,7 km norr om Las Galeras. Omgivningarna runt Las Galeras är en mosaik av jordbruksmark och naturlig växtlighet.